# Ráncajtós Ikarusok

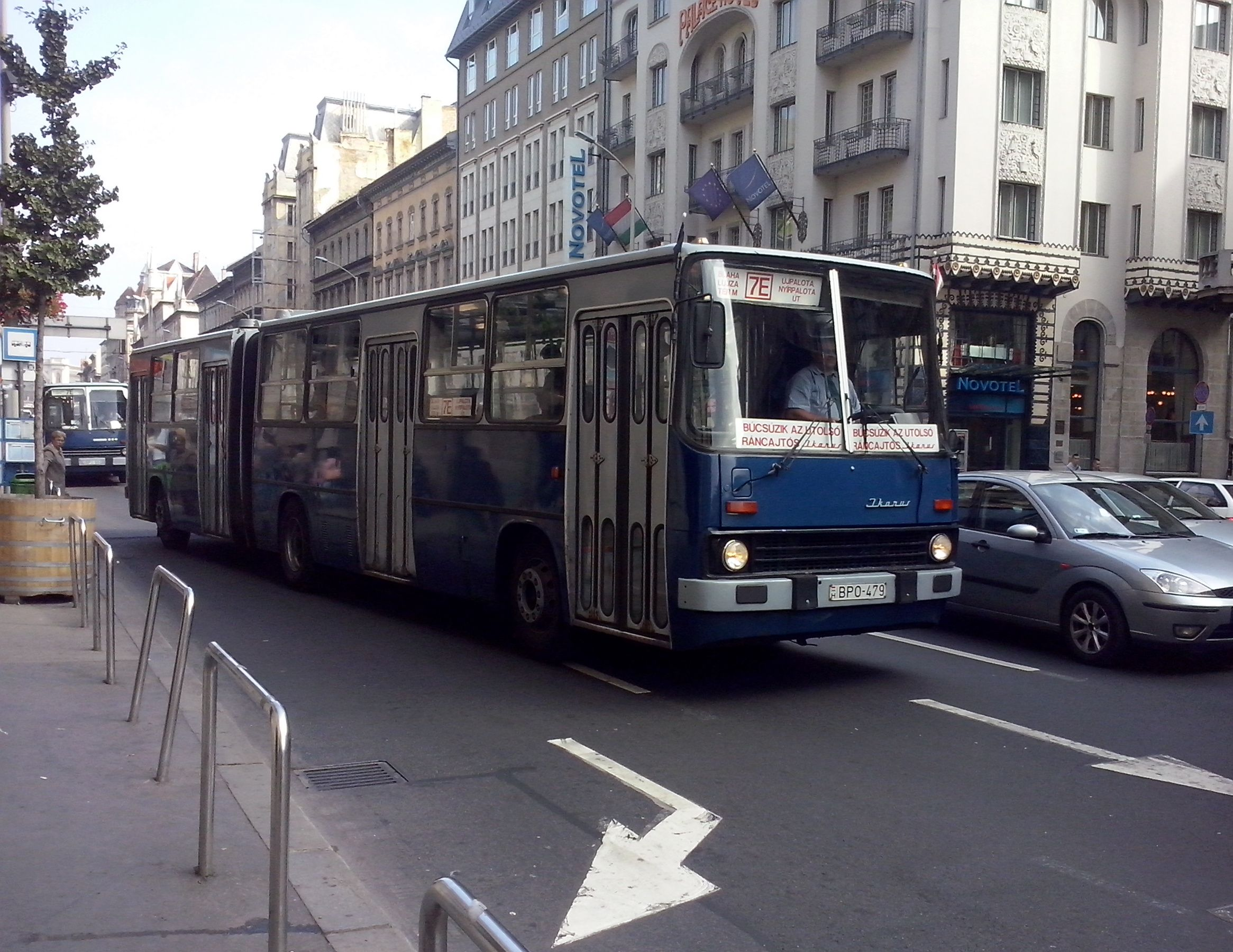
A BPO-479 rendszámú „ráncajtós Ikarus”-t használták utoljára menetrend szerinti forgalomban Budapesten. A fénykép a forgalomból kivonás évében, 2014-ben készült

„Ráncajtós Ikarusok”-nak nevezi összefoglalóan a köznyelv azokat a több típusú, Ikarus Karosszéria- és Járműgyár által gyártott harmonikaajtós autóbuszokat, amelyek jellemzően a 20. század harmadik harmadában készültek, és a 2000–2010-es évekig voltak használatban. A fogalom alatt általában az Ikarus 260 és Ikarus 280 típusok ráncajtós változatait értik.

## Autóbuszok

### Ikarus 30

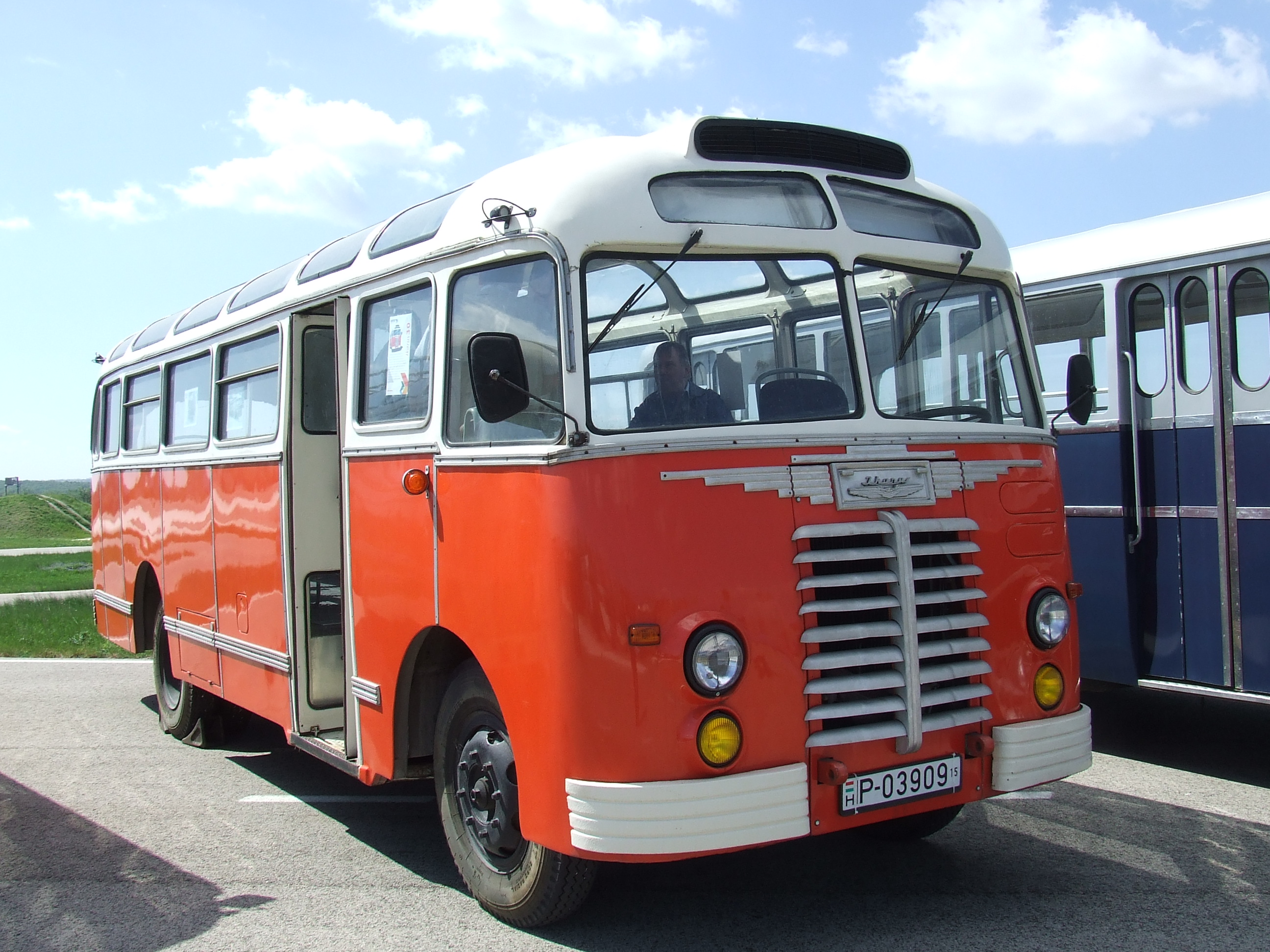
Felújított Ikarus 30-as

1951 és 1957 között gyártották. Az 1960-as években vonták ki a forgalomból őket.

### Ikarus 31
1956 és 1965 között gyártották. Az 1960-as években vonták ki a forgalomból őket.

### Ikarus 55
1954 és 1973 között gyártották. Az 1970-es években vonták ki a forgalomból őket. Több külföldi országba is importáltak belőle.

### Ikarus 60
1952 és 1959 között gyártották. Az 1960-as években vonták ki a forgalomból őket. 1 példány megőrzésre került.

### Ikarus 556
1965 és 1973 között gyártották. Az 1970-es években vonták ki a forgalomból őket.

### Ikarus 557
1963 és 1965 között gyártották. Az 1960-as években vonták ki a forgalomból őket.

### Ikarus 260

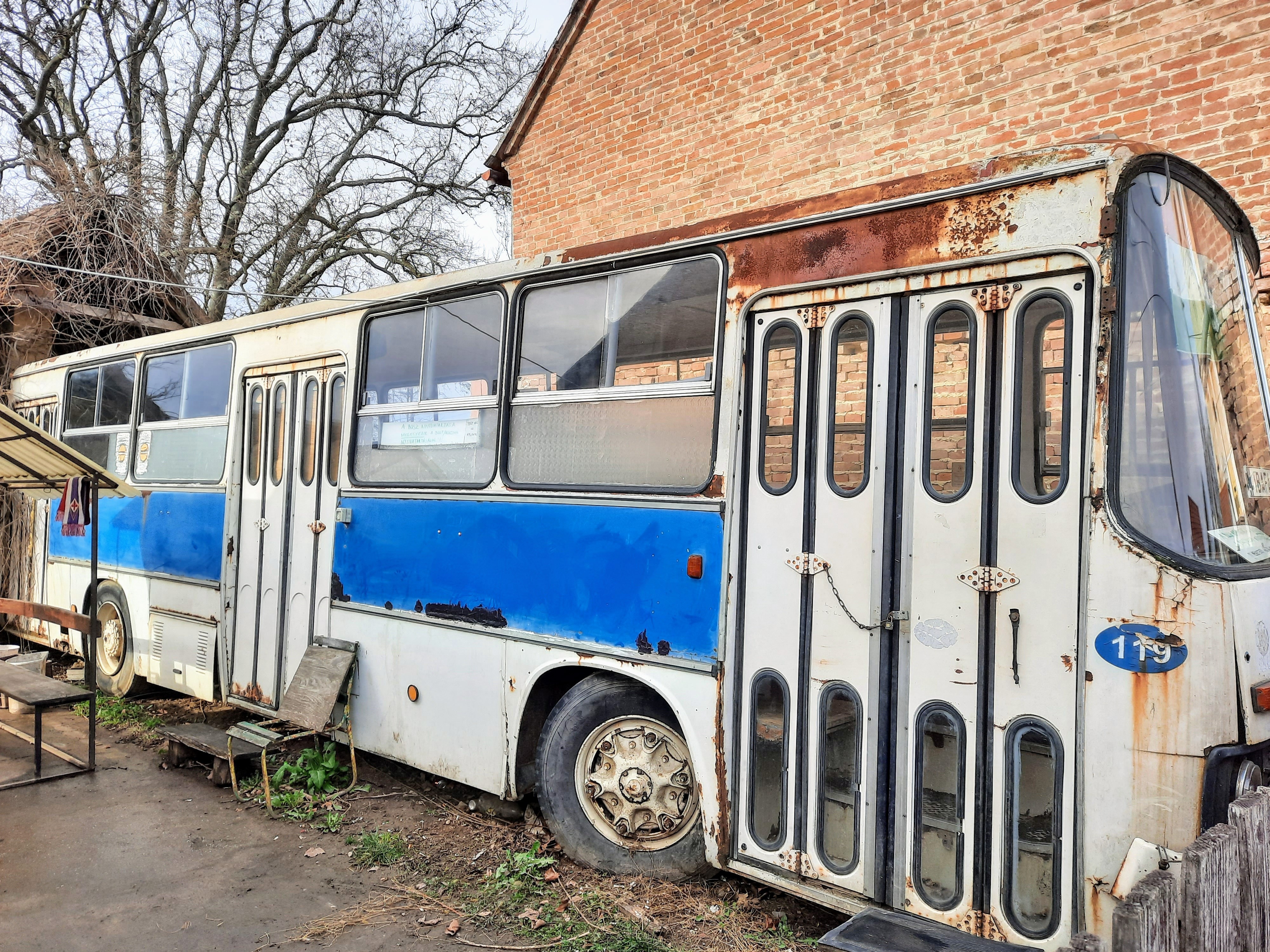
Lerobbant ráncajtós Ikarus 260-as

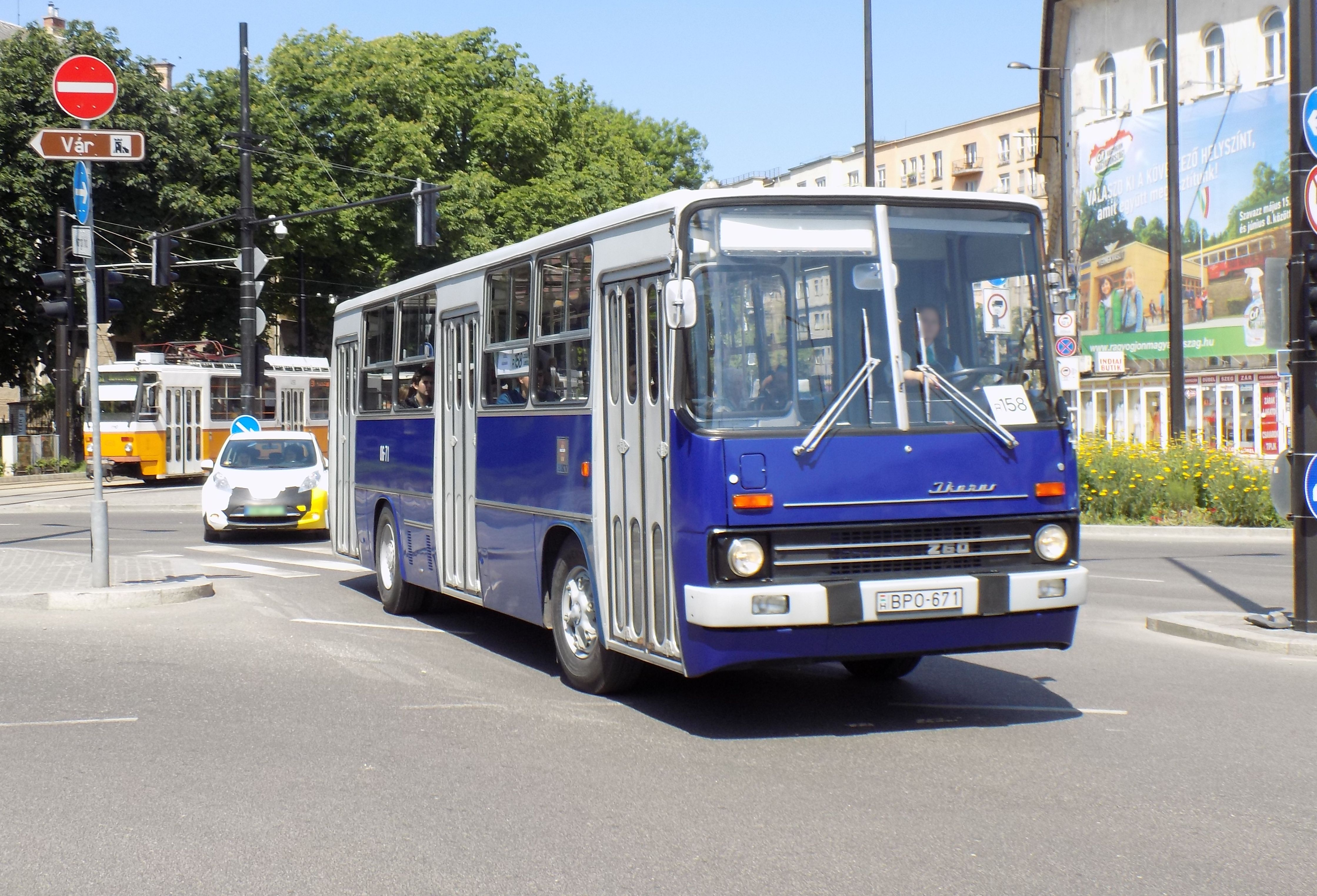
Felújított ráncajtós Ikarus 260-as

Az Ikarus 260-asokat 1971 és 2002 között gyártották hazai és külföldi használatra. A típusnál 1984-ig gyártottak Magyarországi használatra ráncajtós változatot. A ráncajtós változatok az 1990-es években kezdetek eltűnni a budapesti forgalomból. Az utolsó ráncajtós Ikarus 260 forgalomból való kivonásának időpontja nem ismert, valamikor a 2000-es években történhetett.
Több példány felújításra került.

### Ikarus 280

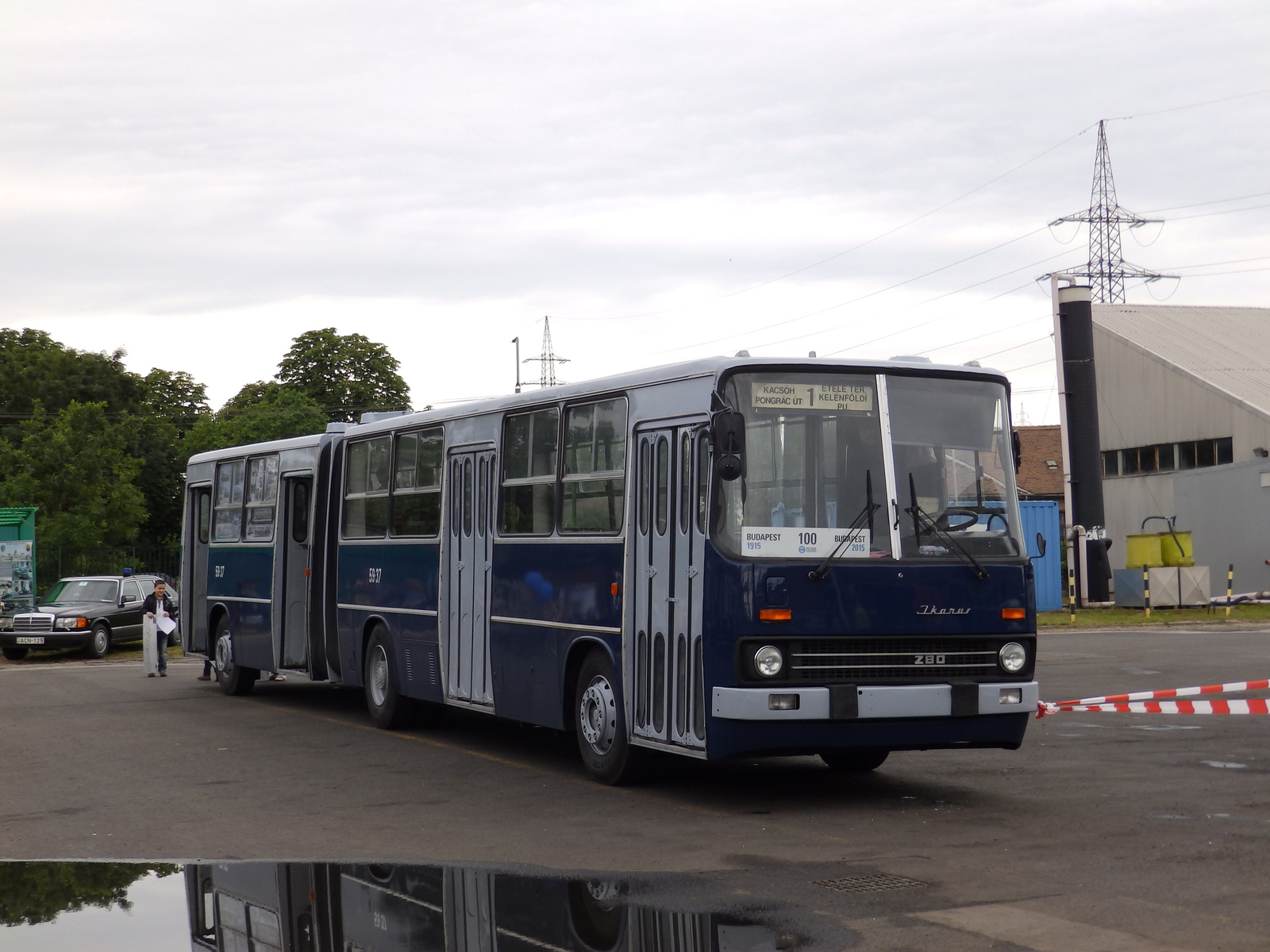
Felújított ráncajtós Ikarus 280-as

Az Ikarus 260 csuklós változata. 1973 és 2002 között gyártották hazai és külföldi használatra. Ebből is a források szerint 1984-ig gyártottak Magyarországi használatra ráncajtós változatot (ekkor tértek át a bolygóajtóra). Külföldi használatra szánt Ikarus 280-asok esetében néhány évig még ilyen típusokat gyártottak. A ráncajtós változatok – a ráncajtós Ikarus 260-asokhoz hasonlóan – a 2000-es években kezdett eltűnni a budapesti forgalomból. 2012-ben már alig 9 példány üzemelt belőlük. (Ezek már nem trilex-keréktárcsásak voltak, mivel azokat már ezt megelőzően selejtezték. Azokból 1 példányt sikerült megőriznie egy magánvállalkozónak.)
Az utolsó, 1986-ban gyártott budapesti ráncajtós Ikarus típusú autóbuszt (BPO-479 rendszámmal) 2014. október 3-án, pénteken vonták ki a forgalomból, de a fővároson kívül még volt, ahol ezután is közlekedtek ilyen típusok: Kaposvárott például csak 2015 novemberében cserélték le a harmonikaajtós Ikarusokat. Debrecenben 2017-ben, a Volánbusz Szigethalomról 2018-ban vonták ki a típust. Valószínűleg ez lehetett az utolsó hely, ahol (nosztalgiajáraton kívüli) használatban volt ráncajtós Ikarus, bár 2018-ban érkezett egy ilyen jármű kisegítőnek Debrecenbe. (A Volánbusz egyébként városi használatra szánt ráncajtós Ikarusokat is közlekedtetett, ezeket Ikarusát 2007-ig vonta ki a forgalomból.)
Ráncajtós Ikarus-busz 2021-ben Nyíregyházán és Ózdon még közlekedett.
Budapestről az utolsó Ikarus 260 és Ikarus 280-asokat 2022-ben vonták ki a forgalomból. Ennek ünnepére 2022. november 19-én és 20-án több Ikarus vonultatott fel a Budapesti Közlekedési Központ különféle vonalakon. Egyike ezeknek egy már évekkel azelőtt forgalomból kivont ráncajtós Ikarus 280-as volt.
A típusból több példány felújításra került. A forgalomból kivont, fel nem újított példányok nem mindegyik került selejtezésre. Több hír számol be arról, hogy Magyarország különböző részein magánhasználatban vagy elhagyatva léteznek még példányok belőle.

### Ikarus 266
Az Ikarus 200-as széria első kifejezetten helyközi típusa, 1972 és 1990 között gyártották, mindvégig harmonikaajtókkal. A típus több évtizeden keresztül volt forgalomban, a 2010-es évek elején kezdték kivonni a vidéki közlekedési társaságok. Utolsó példányát 2017-ben selejtezte az Észak-magyarországi Közlekedési Központ.

### Ikarus 281
Az Ikarus 280-as típus jobbkormányos változata volt. 1978 és 1993 között gyártott, alapvetően ráncajtós kivitelben  Mozambik, Tanzánia, Indonézia részére.

### Ikarus 282
Az Ikarus 280 1,5 méterrel hosszabb változata. 1976 és 1978 között gyártották ráncajtós kivitelben. A BKV-nál Budapesten, illetve a Volánbusz és a Szabolcs Volán színeiben közlekedtek a legyártott példányok.

## Trolibuszok

### Ikarus 60T
Valamennyi példány ráncajtósra készült 1952 és 1956 között. A típus 1952 és 1976 között volt forgalomban.

### Ikarus 260T
Mindössze 1 példány készült belőle 1974-ben. Replikája nosztalgiajáratként szokott közlekedni

### Ikarus 280T

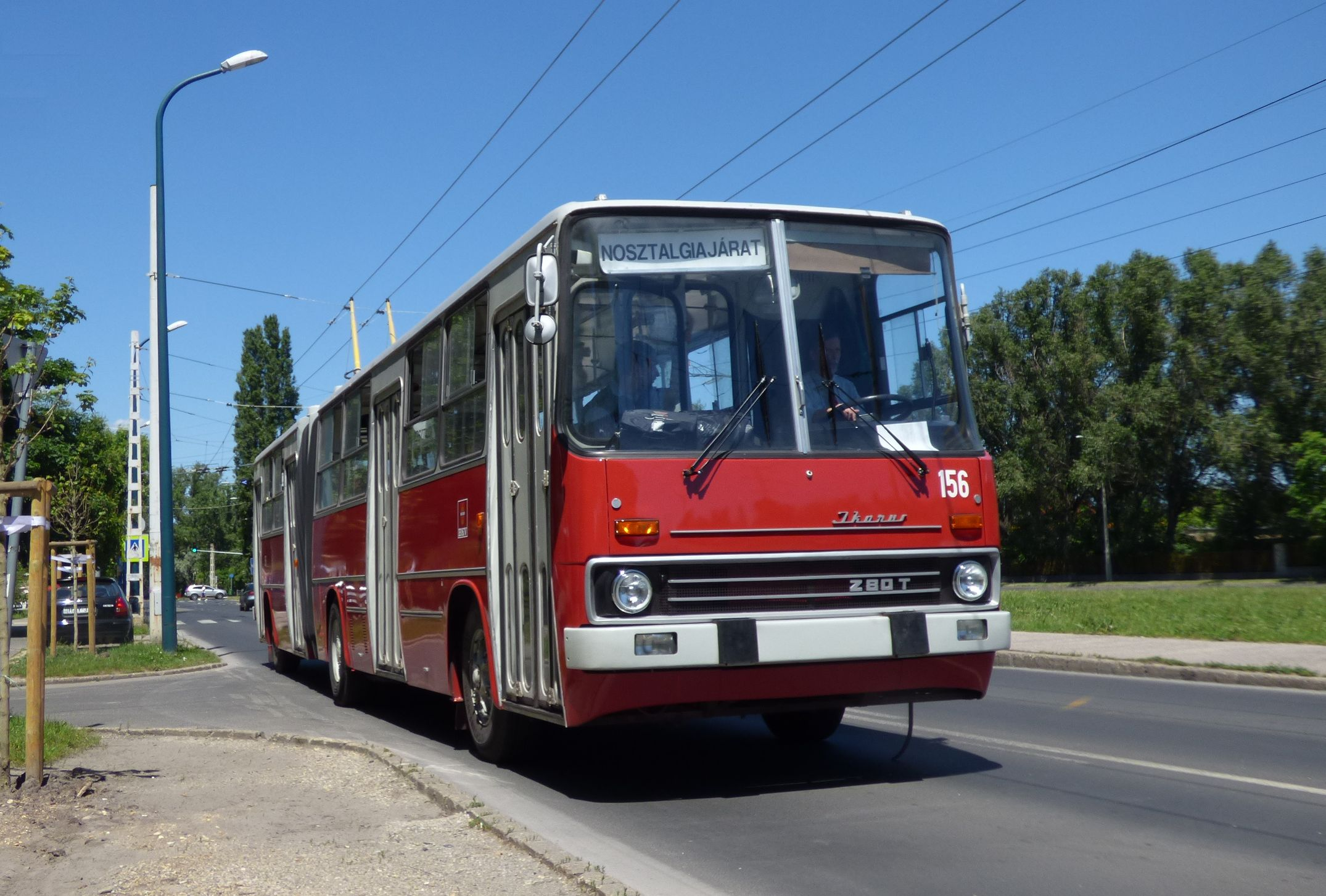
Ráncajtós Ikarus trolibusz (nosztalgiajárat, 2017)

Az Ikarus 280 trolibuszváltozata. 1975 és 1992 között volt gyártásban. Kezdetben ráncajtóval készítették (280.91T), de a későbbi példányok – akár az Ikarus 280 esetében – már bolygóajtóval készültek (GVM 280.94). A ráncajtós Ikarus trolikat 2014-ben vonták ki a forgalomból. Olykor nosztalgiajáratként még előfordulnak, 2015-ben egy példányt fel is újítottak.

## Ráncajtós Ikarusok munkagépként
Érdekesség, hogy míg az utasforgalomban használt Ikarus 260-asok „életideje” 10-12 évnél nem volt több, néhány példány a BKV autóbuszgarázsaiban jóval tovább működött. Valószínűleg többségüket az 1980-as években alakították át belső toló-vonó géppé, és „csacsi”-kként tartotta a szakma számon őket. Közúti közlekedésre elméletileg alkalmasak voltak, azonban forgalmi rendszámot sosem kaptak, nem hagyták és hagyhatták el a divízió kapuját. Ezeket a járműveket a 2000-es évektől cserélték fel újabb, már nem ráncajtós Ikarus  „csacsi”-kra. Ez alól kivétel a Cinkotai autóbuszgarázs, ahol 2012 óta az egyik újabb munkagép egy korábbi harmonikaajtós (de nem trilextárcsás) Ikarus 280 (első fele). (A régi ráncajtós „csacsi”-kat kivétel nélkül selejtezték.)
| Használati hely           | Gyártási év | Régi rendszám | Selejtezési év | Fénykép |
| ------------------------- | ----------- | ------------- | -------------- | ------- |
| Cinkotai autóbuszgarázs   | 1977        | BU 01-43      | 2012           |         |
| Cinkotai autóbuszgarázs   | n. a.       | BPI-748       | használatban   |         |
| Dél-pesti autóbuszgarázs  | 1977        | BU 00-88      | 2002           |         |
| Kelenföldi autóbuszgarázs | 1977        | BU 00-77      | 2010           |         |
| Kőbányai autóbuszgarázs   | 1977        | BU 03-31      | 2011           |         |
| Óbudai autóbuszgarázs     | 1977        | BU 00-95      | 2005           |         |

## Egyéb irodalom
- Kludovácz Tamás: A fővárosi autóbuszközlekedés 75 éve 1915-1990, Budapesti Közlekedési Vállalat, Budapest, 1990
- Gerlei Tamás – Kukla László – Lovász György: Gördülő legendák, Az Ikarus évszázados története, h. n, é. n., ISBN 963 229 796 2
- https://old-ikarus.hu/elsaut_ik260.htm
- https://old-ikarus.hu/200/index_ik280_tipus.html